# 케일 머카
케일 더글러스 머카(영어: Cale Douglas Makar, 1998년 10월 30일~)는 캐나다의 아이스하키 선수로 포지션은 수비수이다. 현재 내셔널 하키 리그(NHL)의 콜로라도 애벌랜치 소속으로 뛰고 있으며 2017년 NHL 드래프트에서 전체 4위로 콜로라도의 지명으로 프로 경력을 시작했다.
2019-20 시즌에 NHL에 데뷔하여 데뷔 시즌 신인상인 콜더 메모리얼 트로피를 수상했다. 2021-22 시즌에는 제임스 노리스 메모리얼 트로피와 콘 스미스 트로피를 수상했으며 같은 시즌에 스탠리 컵 우승을 차지했다.